# Jessica Eddie
Pour les articles homonymes, voir Eddie.
Jessica Eddie est une rameuse britannique née le 7 octobre 1984 à Durham. Elle a remporté la médaille d'argent du huit féminin aux Jeux olympiques d'été de 2016 à Rio de Janeiro.